# Serraulax conradti
Serraulax conradti är en stekelart som först beskrevs av Szepligeti 1913.  Serraulax conradti ingår i släktet Serraulax och familjen bracksteklar. Inga underarter finns listade i Catalogue of Life.